# Mario Chiari
Mario Chiari (Firenze, 14 luglio 1909 – Roma, 8 aprile 1989) è stato uno scenografo, costumista, sceneggiatore e regista italiano.

## Carriera
Ha lavorato con Luchino Visconti nei film Ludwig e Le notti bianche, con Federico Fellini ne I vitelloni, con Vittorio De Sica nel film Miracolo a Milano e con Carmine Gallone nel film Casta Diva. Ha ricevuto varie volte il Nastro d'argento alla migliore scenografia. Nel 1968 riceve la nomination all'Oscar alla migliore scenografia per il film Il favoloso dottor Dolittle.

## Filmografia

### Regista
- Monte Sant'Angelo (1942)
- I trulli di Alberobello (1943)
- Amori di mezzo secolo (1954) (segmento Dopoguerra 1920)
- La città prigioniera (1962)
- Prete, fai un miracolo (1975)
- Il fascino dell'insolito (1980-1982) - serie TV

### Sceneggiatore
- La corona di ferro (1941), regia di Alessandro Blasetti (non accreditato)
- Un giorno nella vita (1946), regia di Alessandro Blasetti
- Fabiola (1949), regia di Alessandro Blasetti (sceneggiatura, non accreditato, e storia)
- Vulcano (1950), regia di William Dieterle (adattamento)
- Miracolo a Milano (1951), regia di Vittorio De Sica
- Prete, fai un miracolo (1975)

### Scenografo, architetto-scenografo
- Vulcano (1950), regia di William Dieterle (architetto-scenografo)
- Amor non ho... però... però, regia di Giorgio Bianchi (1951) (scenografo)
- A fil di spada (1952), regia di Carlo Ludovico Bragaglia
- La nemica (1952), regia di Giorgio Bianchi
- La carrozza d'oro (1952), regia di Jean Renoir
- L'uomo, la bestia e la virtù (1953), regia di Steno
- Il mondo le condanna (1953), regia di Gianni Franciolini (scenografo)
- I vitelloni (1953), regia di Federico Fellini (scenografo)
- Amori di mezzo secolo (1954) (scenografo)
- Ho scelto l'amore (1954), regia di Mario Zampi (scenografo)
- Delirio (1954), regia di Pierre Billon e Giorgio Capitani (scenografo)
- Carosello napoletano (1954), regia di Ettore Giannini (scenografo)
- Casa Ricordi (1954), regia di Carmine Gallone (scenografo)
- Casta Diva (1954), regia di Carmine Gallone (scenografo)
- Terza liceo (1954), regia di Luciano Emmer (scenografo)
- Peccato che sia una canaglia (1954), regia di Alessandro Blasetti (scenografo)
- L'arte di arrangiarsi (1954), regia di Luigi Zampa (scenografo)
- Eternal Feminas (1954), regia di Marc Allégret e Edgar G. Ulmer (architetto-scenografo)
- Canzoni, canzoni, canzoni (1954), regia di Domenico Paolella (architetto-scenografo)
- Amleto (1955) (tv), regia di Claudio Fino (scenografo)
- Le avventure di Giacomo Casanova (1955), regia di Steno (scenografo)
- Guerra e pace (1956), regia di King Vidor (architetto-scenografo)
- A sud niente di nuovo (1957), regia di Giorgio Simonelli (scenografo)
- Le notti bianche (1957), regia di Luchino Visconti (scenografo)
- La tempesta (1958), regia di Alberto Lattuada (scenografo)
- Fortunella (1958), regia di Eduardo De Filippo (architetto-scenografo)
- La legge (1959), regia di Jules Dassin (scenografo)
- Il figlio del corsaro rosso (1959), regia di Primo Zeglio (scenografo)
- La diga sul Pacifico (1958), regia di René Clément (architetto-scenografo)
- Vacanze d'inverno (1959), regia di Camillo Mastrocinque (architetto-scenografo)
- Jovanka e le altre (1960), regia di Martin Ritt (scenografo)
- Gastone (1960), regia di Mario Bonnard (architetto-scenografo)
- Fantasmi a Roma (1961), regia di Antonio Pietrangeli (scenografo)
- Una vita difficile (1961), regia di Dino Risi (scenografo)
- Barabba (1961), regia di Richard Fleischer (scenografo e architetto-scenografo) (non accreditato)
- Il gobbo (1961), regia di Carlo Lizzani (architetto-scenografo)
- Agostino (1962), regia di Mauro Bolognini (scenografo)
- Il terzo occhio (1966), regia di Mino Guerrini (con il nome Samuel Fields) (scenografo)
- Il commissario (1962), regia di Luigi Comencini (architetto-scenografo)
- Cronache di un convento (1962), regia di Edward Dmytryk (architetto-scenografo)
- La città prigioniera (1962), regia di Joseph Anthony (architetto-scenografo)
- Lo spettro (1963), regia di Riccardo Freda (architetto-scenografo) (con il nome Sammy Fields)
- La Bibbia (1966), regia di John Huston (architetto-scenografo)
- Le fate (1966) (segmento Fata Marta), regia di Mauro Bolognini, Mario Monicelli, Antonio Pietrangeli e Luciano Salce (scenografo)
- Il favoloso dottor Dolittle (1967), regia di Richard Fleischer (scenografo)
- Fräulein Doktor (1969), regia di Alberto Lattuada (scenografo)
- Sledge (1970), regia di Vic Morrow (scenografo)
- La spina dorsale del diavolo (1971), regia di Niksa Fulgosi e Burt Kennedy (scenografo)
- Ludwig (1972), regia di Luchino Visconti (scenografo e architetto-scenografo)
- L'assassino ha riservato nove poltrone (1974), regia di Giuseppe Bennati (scenografo)
- King Kong (1976), regia di John Guillermin (scenografo)
- L'ingorgo - Una storia impossibile (1979), regia di Luigi Comencini (scenografo)
- Ashanti (1979), regia di Richard Fleischer (scenografo)
- Chiaro di donna (1979), regia di Constantin Costa-Gavras (scenografo)
- La pietra del paragone (1982) (Tv), regia di Ferruccio Marotti (scenografo)
- Cristoforo Colombo (1985), miniserie televisiva (episodi sconosciuti), regia di Alberto Lattuada (scenografo)
- Yuppies 2 (1986), regia di Enrico Oldoini (architetto-scenografo)
- I miei primi 40 anni (1987), regia di Carlo Vanzina (architetto-scenografo)

### Arredatore
- Vulcano (1950)

### Costumista
- Vulcano (1950)
- Miracolo a Milano (1951)
- Agostino (1962)
- Le fate (1966) (disegnatore costumi: segmento Fata Marta)

### Aiuto regista
- L'uomo della legione (1940), regia di Romolo Marcellini
- La peccatrice (1940), regia di Amleto Palermi
- La corona di ferro (1941)
- Fabiola (1949)
- Passaporto per l'oriente (1951), regia di Romolo Marcellini
- Un tranquillo posto di campagna (1969), regia di Elio Petri

### Attore
- Bellissima (1951), regia di Luchino Visconti: sé stesso

## Riconoscimenti
Nastro d'argento alla migliore scenografia:
- 1955: Carosello napoletano
- 1957: Guerra e pace
- 1958: Le notti bianche
- 1967: La Bibbia
- 1974: Ludwig